# 鹿原镇
鹿原镇，是中华人民共和国湖南省株洲市炎陵县下辖的一个乡镇级行政单位。

## 行政区划
鹿原镇下辖以下地区：
鹿原社区、泷湖村、天星村、鳌头村、湖田村、米西村、荆山村、金花村、翠群村、玉江村、西塘村、塘旺村、水东村、炎陵村、南冲村、柳山村、新坪村、霞塘村、星火村、澎溪村、江口村、天堂村和田垅村。